# María Fernanda Espinosa
Ne doit pas être confondu avec Marie Espinosa, María Elena Espinosa Mangana ou María Espinosa de los Monteros.
Pour les articles homonymes, voir Espinosa.
María Fernanda Espinosa Garcés, née le 7 septembre 1964 à Salamanque, en Espagne, est une poétesse et femme politique équatorienne.
Avant d'être élue le 5 juin 2018 présidente de l'Assemblée générale de l'Organisation des Nations unies — et de devenir ainsi la première femme d'Amérique latine (et la quatrième au monde) à assumer ce mandat —, elle a détenu depuis 2007 plusieurs portefeuilles ministériels auprès des Présidents Rafael Correa et Lenin Moreno, a dirigé la délégation équatorienne lors de la COP21 et a été ambassadrice de l'Équateur auprès des Nations unies. Entre mai 2017 et juin 2018, elle est la ministre des Relations extérieures et des Migrations humaines de la République d’Équateur.

## Biographie
Après des études de linguistique, de géographie et d’anthropologie, en Équateur et à l’Université Rutgers (États-Unis) et plusieurs enquêtes de terrain - principalement chez les peuples indigènes d’Amazonie -, elle se fait d’abord connaître comme poète. Outre l'espagnol, elle parle aussi couramment anglais et français.  
Caymándote lui vaut le Prix national de poésie (1990). Puis elle publie Tatuaje de Selva (1992), Loba Triste (2000), Antología (2005) et Geografías torturadas (2013). Elle est considérée comme représentative de la jeune poésie sud-américaine féminine, avec une œuvre poétique alliant une sensualité érotique et écologique.
Dans le champ de l’écologie et de la sociologie des peuples indigènes, elle a été professeure associée à la FLACSO (Faculté sud-américaine de sciences sociales) et conseillère de l'UICN (Union internationale pour la conservation de la nature) à Gland (Suisse), puis directrice pendant un an de l’UICN pour l’Amérique du Sud. Elle y acquiert une expérience dans les négociations internationales au sein de la Convention pour la biodiversité, de l’Organisation mondiale de la propriété intellectuelle, de l’Organisation mondiale du commerce, de la Communauté andine et de l'Organisation du traité de coopération amazonienne (OCTA).
Parallèlement, elle mène une intense activité politique et journalistique à la gauche de la scène politique équatorienne, et plus particulièrement auprès des peuples indigènes de son pays. Elle est associée au développement d'un parti politique qui les représente, le Pachakutik, dont elle s’éloigne pendant l’expérience contestée de participation de ce parti au gouvernement sous la présidence de Lucio Gutiérrez. Celui-ci est renversé par un mouvement populaire auquel elle participe activement.
En janvier 2007 le président Rafael Correa la nomme ministre des Affaires étrangères, du Commerce et de l'Intégration. À ce poste, elle s’occupe principalement des problèmes posés à la frontière nord du pays par les retombées du Conflit armé colombien et par les fumigations au glyphosate sur les cultures de coca par le gouvernement colombien dans le cadre du Plan Colombie. Elle s'efforce également de relancer le processus d’intégration du continent au sein de la Communauté sud-américaine des nations.
En décembre 2007 elle devient ambassadrice de son pays à l'ONU.
En octobre 2009, elle revient au gouvernement comme ministre-coordinatrice du Patrimoine. Elle doit notamment y mettre en œuvre le projet Yasuni-ITT. Il s'agit de renoncer aux forages pétroliers dans le  "Bloc ITT" (Ishpingo-Tambococha-Tiputini) dans le Parc naturel Yasuní, afin de préserver la biodiversité et surtout la santé de deux ethnies (les Tagaeri et les Taroménane) qui n'ont pas encore eu de contact microbien avec le reste de l'humanité et refusent tout contact avec la "civilisation". En échange de quoi l’Équateur demande la prise en charge par la communauté internationale de la moitié du manque à gagner sur les recettes pétrolières abandonnées. Le projet était défendu par Maria Fernanda Espinosa, Alberto Acosta et les écologistes équatoriens avant même la victoire de Rafael Correa.
En novembre 2012, elle prend le portefeuille de la Défense ; elle en démissionne en septembre 2014.
En octobre 2014, elle devient ambassadrice de l'Équateur auprès des Nations unies. Elle y défend notamment le cas de Julian Assange dans un débat sur la détention arbitraire en septembre 2016.
En décembre 2015, elle dirige la délégation équatorienne aux négociations de la COP 21 (conférence de Paris sur le climat).
A son élection à la présidence de la République le 24 mai 2017, Lenin Moreno la nomme ministre des Relations extérieures et des Migrations humaines. Début janvier 2018, elle figure en deuxième position dans la liste de candidats à la vice-présidence du pays proposée par le président à l'Assemblée, pour remplacer Jorge Glas qui vient d'être destitué ; sa collègue María Alexandra Vicuña est élue à ce poste.
Le 5 juin 2018, Maria Fernanda Espinosa est élue présidente de l'Assemblée générale de l'Organisation des nations unies — mandat de un an attribué par rotation à chaque continent, et débutant en septembre — par 128 voix, devant Mary Elizabeth Flores, actuelle ambassadrice du Honduras auprès de l'ONU. Elle devient ainsi la première femme d'Amérique Latine (et la quatrième en tout) à occuper ce poste. La chancelière avait prôné pendant sa campagne des décisions pour « favoriser des réponses rapides et efficace de l'Assemblée générale face aux situations d'urgence », notamment pour l'aide aux personnes en situations de handicap et aux migrants, et la « mobilisation des ressources nécessaire à l'accomplissement des objectifs de développement durable ».
En cohérence avec ses annonces préalables et pour se consacrer à ce nouveau mandat elle remet le 11 juin 2018 sa démission au président Lenin Moreno, qui l'accepte et désigne José Valencia pour lui succéder au gouvernement.